# Francesco Accolti l'aretí
Francesco Accolti, anomenat "l'aretí" (Arezzo, 1416 - San Casciano dei Bagni, prop de Siena, 1488) fou un cèlebre jurista autor de Consilia seu Responsa i de comentaris als decrets. També va escriure poesia. Armat cavaller pel papa el 1464, fou lector (professor) de dret de la universitat de Bolonya el 1440, de la de Ferrara (1450 - 1455 i 1457 al 1462), de la de Siena (1455 - 1457 i 1467 - 1479), de la de Milà (1462 - 1467) i de la de Pisa (1479). Fou conseller del duc de Ferrara (1450) i secretari del duc de Milà (1462 - 1467).

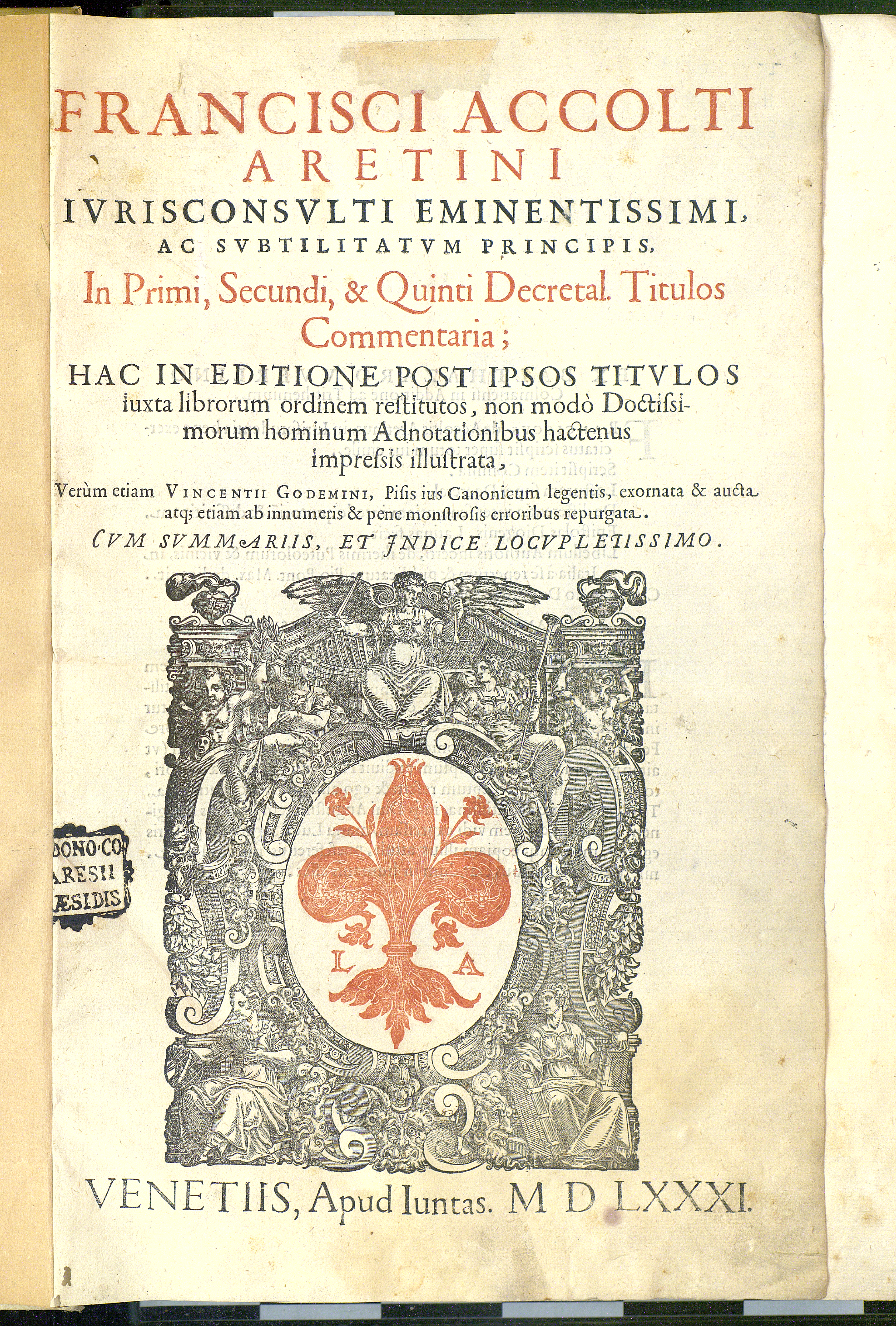
In primi, secundi et quinti Decretalium titulos commentaria, 1581